# Enid Bagnold
Pour les articles homonymes, voir Bagnold.
Enid Bagnold (27 octobre 1889 - 31 mars 1981) est une romancière et dramaturge britannique, notamment connue pour son livre National Velvet qui a été filmé en 1944 avec Elizabeth Taylor et dont le titre français est Le Grand National.

## Biographie

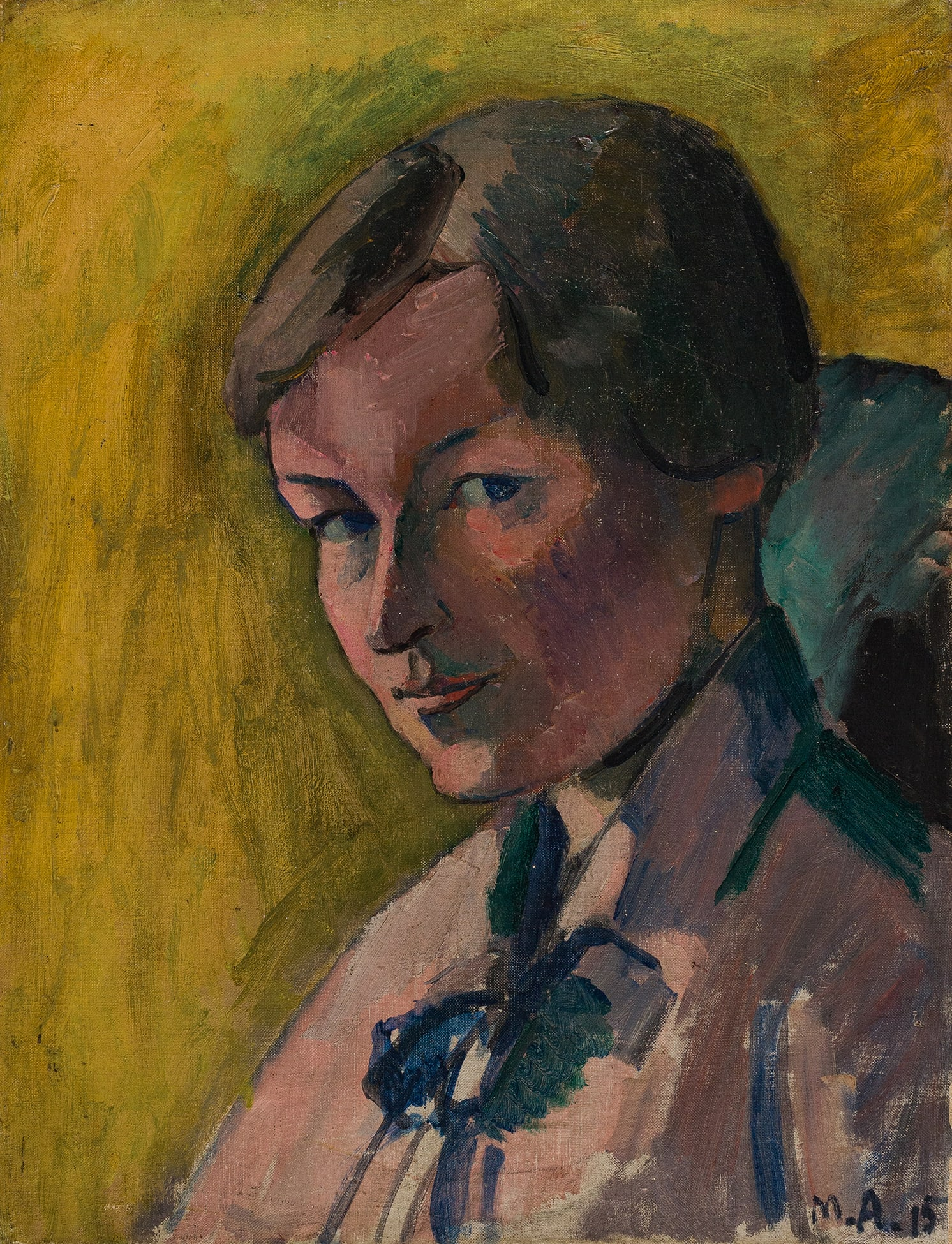
'Enid Bagnold Age c.25' (Maurice Asselin, 1915)

Elle est née à Rochester dans le Kent et passe une grande partie de son enfance en Jamaïque. Elle suit des cours à l'école d'art de Walter Sickert à Londres et travaille ensuite pour Frank Harris qui devient son amant.
Au cours de la Première Guerre mondiale, elle est infirmière et écrit de manière critique sur l'administration hospitalière, ce qui cause naturellement son renvoi. Elle passe le reste des années de guerre en France où elle devient conducteur pour l'armée française. De son expérience hospitalière naît Diary Without Dates et de son expérience en France The Happy Foreigner.
En 1920, elle épouse Roderick Jones (président de Reuters) mais continue d'utiliser son nom de jeune fille pour écrire. Ils vivent à North End House à Rottingdean, près de Brighton, dans le Sussex, dont le jardin a inspiré l'une de ses pièces Le Jardin de Craie (The Chalk Garden). Ils ont quatre enfants. Leur arrière-petite-fille est Samantha Cameron, femme du Premier ministre du Royaume-Uni de 2010 à 2016, David Cameron.
Enid Bagnold meurt à Rottingdean en 1981 et est enterrée à l'église Sainte-Marguerite.

## Œuvre
- A Diary Without Dates (1917)
- The Sailing Ships and other poems (1918)
- The Happy Foreigner (1920)
- Serena Blandish or the Difficulty of Getting Married (1924)
- Alice & Thomas & Jane (1930)
- National Velvet (1935)
- The Door of Life (1938)
- The Squire (1938)
- Lottie Dundass (1943)
- Two Plays (1944)
- The Loved and Envied (1951)
- Theatre (1951)
- The Girl's Journey (1954)
- The Chalk Garden (1956)
- The Chinese Prime Minister (1964)
- A Matter of Gravity (original title Call Me Jacky) (1967)
- Autobiography (1969)
- Four Plays (1970)
- Poems (1978)
- Letters to Frank Harris & Other Friends (1980)
- Early Poems (1987)